# 戸田忠太夫
戸田 忠太夫（とだ ちゅうだゆう）は、日本の幕末（江戸時代・幕末）における水戸藩家老で、尊王派の志士として知られる。
水戸戸田家第7代当主。家老職拝命の際、主君・徳川斉昭より忠太夫の仮名を与えられる。諱から戸田忠敞、号から戸田蓬軒と呼ばれることも多い。

## 系譜
戸田氏は三河譜代の名門の家系であり、忠太夫は戸田氏（仁連木戸田家）の支流で水戸藩に仕えた戸田有信の後裔にして水戸藩の世臣であった戸田三衛門忠之の嫡男として生まれる。母は安島七郎左門衛門信可の女。歴代の知行は代々1300石。家紋は六曜。

## 生涯
文化10年（1813年）、家督を継いで200石小普請組となる。文政3年（1820年）には大番組頭、文政11年（1828年）には目付となる。その頃、水戸藩に継嗣争いが起こり、徳川将軍家より養子を擁立しようとする一派に対抗し、中下士層を率いて聡明と聞こえる水戸藩第7代藩主・徳川治紀の三男である敬三郎を擁立する。これによって敬三郎が跡目（家督の後継者）となり、徳川斉昭となる。
斉昭が水戸藩主になると、忠太夫は藤田東湖とともに斉昭を支えることとなる。戸田忠太夫と藤田東湖は世に「水戸の両田（みとのりょうでん）」と称され、尊王の志と学識を具えた優れた指導者として知られるようになった。水戸の両田に武田耕雲斎を加えて「水戸の三田」とも称される。
天保元年（1830年）には藩内争議のため、無願出府して免職され、留守居同心頭列となるものの、斉昭の意向により同年3月（西暦換算:4月頃）に江戸通事として復帰した。
天保6年4月（1835年5月頃）には格式旗奉行上座用人見習、8月（西暦換算:10月頃）、格式用人列御側用人見習。天保7年8月（1836年9月頃）には御側用人まで昇任、9月（西暦換算:10月頃）にはさらに和歌年寄代となる。天保9年（1837年）、馬廻組頭上座となる。天保10年11月（1839年12月頃）、水戸藩若年寄となり、与力同心をつけられることとなる。12月（西暦換算:1840年1月頃）には郷村懸鷹方馬方支配兼務となる。
天保11年2月（1840年3月頃）には学校造営懸となって弘道館を造営に参与する。8月（西暦換算:9月頃）には大寄合上座用達となる。10月（西暦換算:11月頃）には学校造営懸総司と要職を歴任する。
水戸藩における天保の改革として、領内総検地、海防準備、学校創設、寺社改革において重きをなし、弘化元年（1844年）に斉昭が幕疑を受けて致仕すると、同年5月（西暦換算:6月か7月）、忠太夫は藤田東湖ともども免職され、蟄居謹慎を命ぜられる。
斉昭への譴責が緩むにつれて忠太夫・東湖も復帰がかない、弘化3年（1846年）に蟄居を免じられて、中寄合となって水戸表での遠慮が命じられた。弘化4年（1847年）に致仕となると、しばらく政界から退いた。同年9月21日、老中・阿部正弘が水戸藩付家老・中山信守を召し出し、水戸藩保守派頭目の結城寅寿の罪状を詰問すると同時に、忠太夫・東湖の遠慮の宥免と入獄させている領民を釈放をすべきであると諭したが、この時は宥免されなかった。
嘉永5年（1852年）に入り、慎みが解けると蓬軒の号を用いるようになった。嘉永6年（1853年）に斉昭が幕府により海防参与を引き受けると、忠太夫・東湖両名も幕府海岸防禦御用掛、江戸詰となり、執政に準ずる身分となった。海防掛として老中以下幕臣の岩瀬忠震らと異人来襲の危機につき協議に参画するなど活躍し、同11月（西暦換算:12月）には忠太夫の名を賜った。
安政元年正月（1854年2月頃）、大寄合頭上座用達となり、再び安政の改革を執行するなど藩政の枢機に携わる。弘道館の造営や、領内検地、黒船来航などによる海防警備など、政務の大小問わず広く活躍する。しかし、安政2年10月2日（1855年11月11日）に起きた安政江戸地震で被災し、小石川の水戸藩邸にて死亡する。当日、藩邸内の家老や若年寄が住む切手長屋に在宅中、地震発生時に避難しようと自宅を飛び出した際、倒壊した梁木の下敷きになって圧死したとされている。なお、奇しくも「水戸の両田」（※前述）は同じ地震で被災し、同じく圧死によって落命している。
その遺志は実弟で後に水戸藩家老となる安島帯刀、嫡男で水戸藩家老となる戸田銀次郎に引き継がれる。1891年（明治24年）4月、贈正四位。

## 家系
源義家の七男・源義隆（陸奥七郎義隆）を祖とする。戸田氏は義隆の孫・森頼定（森家初代当主）の十男・戸田信義（戸田氏の初代当主）より発祥する。
系図
戸田康光（弾正少弼） ─ 宜光（丹波守） ─ 重政（甚三郎） ─ 有利（十蔵） ─ 有信（三衛門） ─ 有重（三衛門） ─ 有次（善十郎） ─ 忠長（陸之衛門） ─ 忠真（銀次郎） ─ 忠之（三衛門） ─ 忠敞（忠太夫） ─ 忠則（銀次郎）

## 人物
文化人でもあった忠太夫は、優れた揮毫を遺しており、笙の名手としても知られた。

## 逸話

### 小楼の逸話 ─俊斎の伝える処─
明治維新後に子爵となる幕末の薩摩藩士・海江田信義が、俊斎（有村俊斎）と名乗っていた頃（海江田家に養子入りして改名する以前、茶人として実家・有村家の者としてそのように号し呼ばれていた頃）、尊王思想を通じて知己となった藤田東湖の紹介で、水戸藩江戸屋敷（水戸藩の江戸藩邸）にいた戸田忠太夫を紹介され、以来、俊斎こと信義はしばしば忠太夫を訪ねていた。信義の遺した口述を西河稱（西河称）が編述して1891年（明治24年）9月14日に刊行した『維新前後 実歴史伝』には、忠太夫の小楼に招かれた時のこととして俊斎の語った次のような話が記載されている。

### 孝明天皇の嘆き
天保年間（1831-45年間）以来の水戸藩政での実績には忠太夫の力が大きく働いたとされる。聡明遠識あり、斉昭の輔翼として天下の重きに任じたが、志半ばで倒れた。忠太夫の死に際して世を挙げてこれを悲観し、その訃報は朝廷にも聞こえた。孝明天皇はその死を知ると、深く震悼して良臣を失ったと嘆いたといわれる。

### 明治天皇の恩賜
1890年（明治23年）10月、時の天皇・皇后（明治天皇と昭憲皇后）は、近衛諸兵の演習を親閲するために水戸へ行幸啓した折、茨城県師範学校を行在所としたが、同所にて義公（徳川光圀）・烈公（徳川斉昭）らかつての藩主やその家臣などの遺墨・遺品を見学した後、御沙汰書（ごさたしょ）を下賜するとともに、尊王を唱えて国事に尽くした志士として戸田忠太夫・藤田幽谷・藤田東湖・会沢正志斎・安島帯刀らを讃え、それぞれの遺族に祭粢料各200円を下賜した。

## 遺稿
京都大学附属図書館には、維新資料として、忠太夫が藤田東湖や会沢安、弟・安島帯刀らとともに詩歌を詠んで記したものが『東湖・忠敞・信立・会沢安遺墨』として現存している。